# Раздолье (Владимирская область)
Раздолье — посёлок в Кольчугинском районе Владимирской области России, административный центр Раздольевского сельского поселения.

## География
Посёлок расположен в 5 км на юго-восток от райцентра города Кольчугино близ автодороги Р-75 Колокша - Кольчугино - Александров - Верхние Дворики.

## История
Посёлок Раздолье был образован в 1965 году в составе Беречинского сельсовета в результате слияния двух маленьких посёлков молочно-товарной фермы и кирпичного завода. В 1986 году посёлок становится центром Раздольевского  (бывшего Белореченского) сельсовета, с 2005 года — центр Раздольевского сельского поселения.

## Население
| 2002 | 2010 | 2021 |
| ---- | ---- | ---- |
| 870  | ↘836 | ↘710 |

## Инфраструктура
В посёлке расположены дом культуры, детский сад № 9, Стенковский фельдшерско-акушерский пункт, участковый пункт полиции, отделение федеральной почтовой связи.